# Józef Dulęba
Józef Dulęba herbu Alabanda (zm. przed 23 kwietnia 1788) – pisarz grodzki brzeskolitewski od 1773 roku, horodniczy brzeskolitewski w latach 1766–1784, sekretarz pieczęci wielkiej litewskiej w 1752 roku, sekretarz pieczęci mniejszej litewskiej w 1747 roku.
Był elektorem Stanisława Augusta Poniatowskiego w 1764 roku z województwa brzeskolitewskiego.